# Hermenegild
Ermenegild o Hermenegild (564-585) fou rei rebel dels visigots a Sevilla del 579 al 583 dirigint el sector catòlic visigot contra els arrians agrupats entorn del seu pare el rei Leovigild. Va ser venerat com a màrtir i proclamat sant per l'Església.

## Vida
Fill del rei visigot Leovigild. El 579 Ermenegild es va casar amb la princesa franca Ingundis, filla del rei Sigibert I i de Brunequilda, que al seu torn era filla de Atanagild i de Gosuinda (segona dona de Leovigild), neta per tant de l'actual dona del rei. La princesa va passar, a la seva vinguda al regne, per la província de Septimània, i es va detenir a Agde on era Bisbe Fronimi (Fronimius), un gal de Bourges que havia emigrat a la regió en temps de Liuva I, havent estat consagrat després bisbe de la ciutat. Fronimius va alliçonar a la princesa perquè no es deixés convertir a l'arrianisme, i Leovigild en va tenir notícies. Posteriorment Ingundis es va negar reiteradament a convertir-se en arriana, però malgrat tot el rei va confiar a Ermenegild el govern regi de la província Bètica, amb residència a Hispalis (Sevilla), mentre Recared va rebre pel que sembla el govern de la zona fronterera amb els sueus i després amb els francs.

### Conversió
Es creu que Ermenegild no va tardar a ser arrossegat al catolicisme per la seva dona i per Leandre de Sevilla, germà d'Isidor de Sevilla, que segurament seria ja el bisbe de la ciutat el 579. La seva conversió religiosa implicava (per la seva condició de presumpte hereu) una rebel·lia política (últims mesos del 579). Joan de Biclar culpa la reina Gosuinda (que era arriana) d'instigar la rebel·lió del seu fillastre, aparentment per assegurar el tron per als seus descendents.)De tota manera, el casament d'Ingundis amb l'hereu ja li assegurava el tron i no s'arriba a comprendre el motiu que va poder induir la reina a instigar el seu fill, sobretot tenint en compte les males relacions que sostenia amb Ingundis, la qual no havia aconseguit convèncer, ni tan sols sotmetent-la a forts vexacions, que es convertís a l'arrianisme.

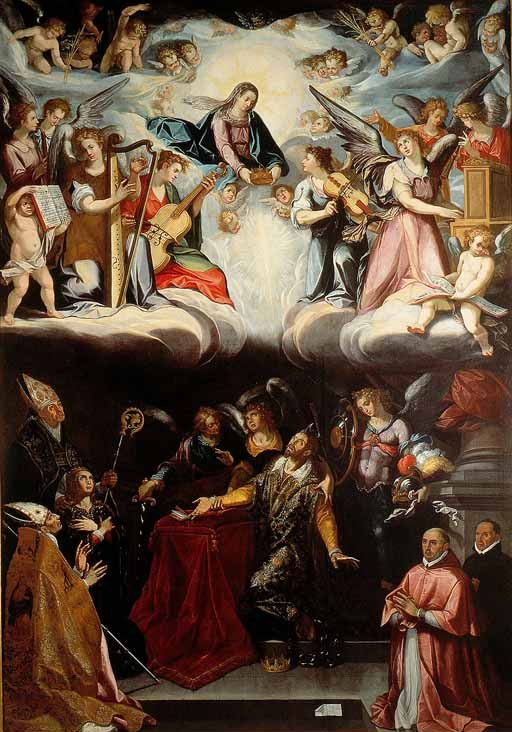
Trànsit de Sant Hermenegild d'Alonso Vázquez, 1602 (Sevilla, Museo de Bellas Artes)
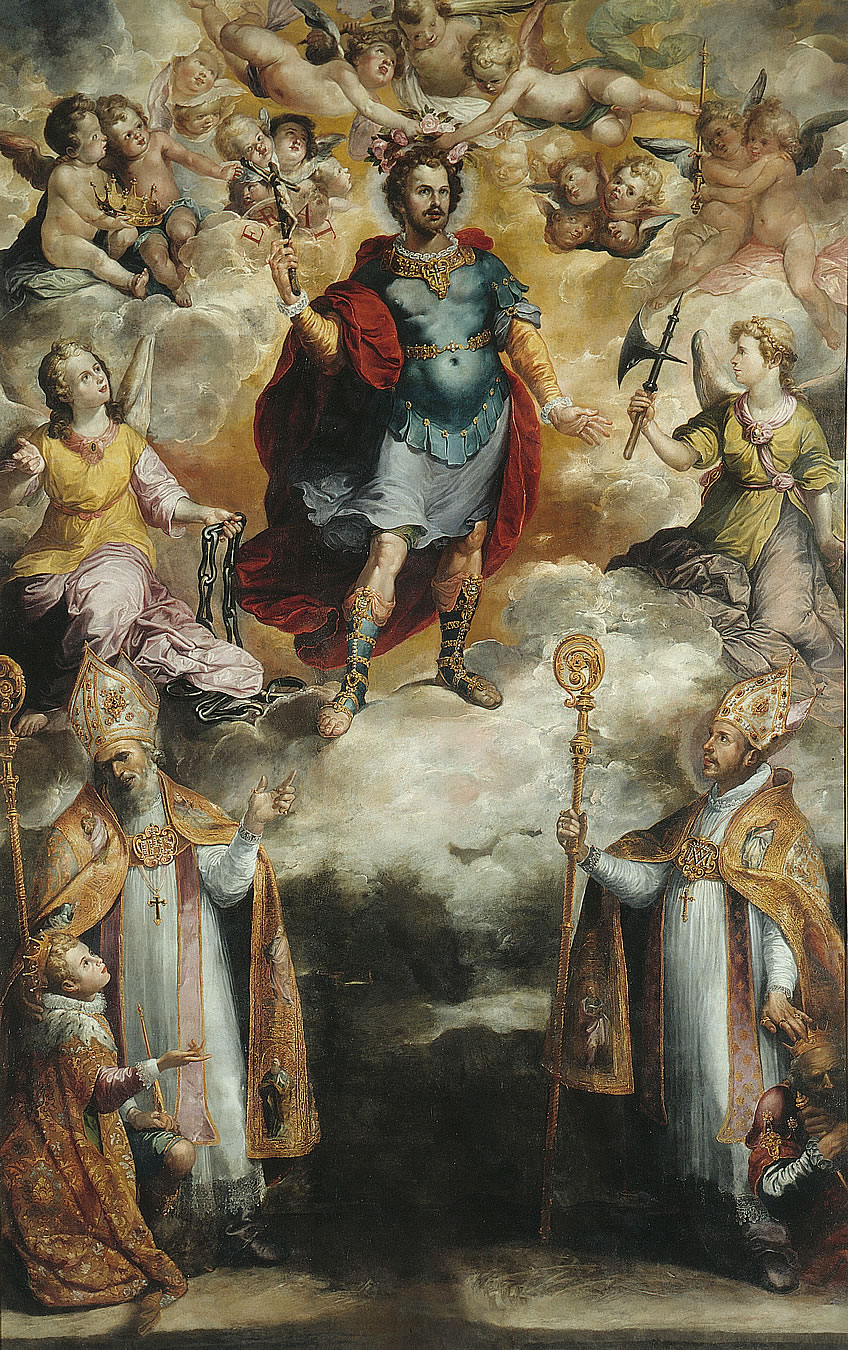
Apoteosi de Sant Hermenegild de Francisco Herrera el Vell (Sevilla, Museo de Bellas Artes)
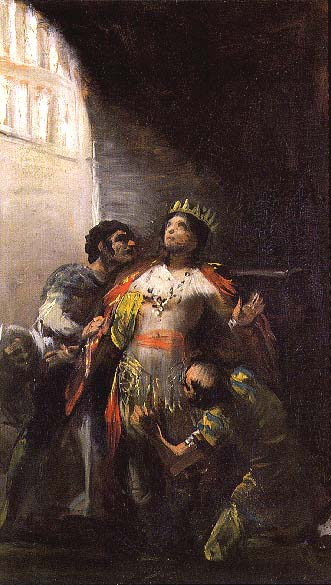
Sant Hermenegild a la presó per Francisco de Goya (Madrid, Museu Lázaro Galdiano)

Se suposa que Ermenegild es va convertir al catolicisme immediatament després d'arribar a Sevilla, el mateix any 579, adoptant amb tal motiu el nom de Iohannes (Joan). Aquesta conversió tan immediata no és ni de bon tros segura: s'atribueix a Leandre de Sevilla, probablement bisbe de la ciutat, però no se sap si Leandre era a Sevilla el 579. Si realment va ser Leandre qui le va convertir (mèrit que Isidor podria haver atribuït al seu germà portat d'un afany de protagonisme, quan ja el regne era catòlic) la data més probable és el 582 i no abans del 581.

### Rebel·lió
Els intents d'evitar la lluita per part de Leovigild van ser inútils (580). Van passar diversos mesos sense hostilitats enmig d'intents de pacte, que sols van servir per endarrerir l'expedició contra els vascons. El bisbe d'Agde, Fronimius, potser acusat de ser el responsable de tot, va rebre informacions que es planejava el seu assassinat (informacions probablement falses, difoses per espantar al Bisbe) i va abandonar la seva seu, passant a territori franc.
Els vascons, sabedors de la revolta, es va unir i van formar un exèrcit que va descendir en la primavera del 581 per la Vall de l'Ebre, i van devastar tota la Tarraconense amb excepció d'algunes ciutats emmurallades. El rei Leovigild va anar contra els vascons, i va fer una campanya lenta per donar temps a negociar amb el fill rebel. Acabada la campanya amb la construcció de la fortalesa de Victoriacum (581) ja no es podia demorar més el combat contra el rebel i el 582 Leovigild va decidir per fi marxar contra ell. Mèrida va ser ocupada, així com les ciutats i fortaleses de Lusitània que eren lleials a Ermenegild. Després va marxar contra la Bètica, atacant Sevilla.
En aquesta situació va intervenir el rei sueu Miro, però no se sap per quin bàndol. Segons uns va marxar amb un exèrcit en ajuda del seu aliat Ermenegild. Segons altres Miro era vassall de Leovigild des del 576 i acudia com obligació cap al seu senyor. Tampoc no se'n coneix el resultat: segons uns els sueus van ser assetjats i Miro va haver de rendir-se i jurar fidelitat al rei visigot leovigoild. Segons altres Miro va arribar amb les seves tropes, va prendre part en les operacions i contribuí a prendre Sevilla.
Leovigild va prendre algunes fortaleses o ciutats dels voltants de Sevilla i va estrènyer el setge de Sevilla. El riu Guadalquivir va ser bloquejat per impedir subministraments a la ciutat (hivern del 582 al 583).

### Derrota i mort
En situació tan desesperada Hermenegild va demanar l'ajuda dels seus aliats romans d'Orient, que fins aleshores sembla que havien romàs inactius; l'acord amb els romans d'Orient no implicava la cessió de territoris i com els grecs disposaven de poques forces, sol es va ajustar un pacte d'intervenció en els combats en moments decisius deixant la qüestió territorial per més endavant; ara els romans d'Orient havien d'actuar però probablement no tenien moltes esperances de victòria del rebel i van acceptar un suborn de Leovigild, de manera que van abandonar a Ermenegild en iniciar-se la batalla.
Derrotat Ermenegild va fugir cap a la província romana d'Orient d'Espània, encara que va acabar finalment a Còrdova, mentre Leovigild prenia per assalt Sevilla (estiu del 583), encunyant-se llavors una moneda amb la inscripció Cum Deo optinvit Spali (Amb ajut de Déu fou conquerida Sevilla). Leovigild es va presentar finalment davant Còrdova, que va prendre sense moltes dificultats a l'hivern del 583 al 584 (vers febrer del 584). El mateix Ermenegild, refugiat en una església cordovesa, va caure a les seves mans (el seu germà Recared el va convèncer perquè es lliurés).
El fill rebel va ser enviat desterrat a València (584), i després a Tarragona (585). Exhortat pel seu pare a abandonar el catolicisme, Ermenegild sembla que s'hi va negar. El rei va haver d'ordenar al got Sisbert que l'assassinés, el que aquest va complir. Sisbert vivia a l'inici del regnat de Recared i és molt improbable que Leovigild l'hagués deixat amb vida d'haver assassinat Ermenegild sense mitjançar una ordre reial.

## Veneració de l'església
Encara que seria la conversió al catolicisme el que va implicar la rebel·lió d'Ermenegild contra el seu pare, les conversions de gots no eren excepcionals (se'n coneixen diversos casos, i segurament havien augmentat els últims anys, sent de destacar el cas del bisbe got de Mèrida, Massona) i de cap manera pot considerar-se la seva rebel·lió com un aixecament catòlic. De fet les fonts catòliques peninsulars (Joan de Biclar i Sant Isidor) ni tan sols esmenten el fet que el príncep fora un convers catòlic (San Isidor tampoc esmenta la seva mort), però això va haver de ser a causa d'un silenci tàcit imposat pel seu pare i respectat per Recared (o establert pel mateix Recared després de la seva conversió, per ometre que no va estar al costat del seu germà catòlic sinó del seu pare arrià, o que el poder catòlic procedia indirectament d'una rebel·lió contra el rei legítim), car Gregori de Tours atribueix a la rebel·lió un clar sentit catòlic.
Encara que ambdós contendents plantegen en les seves monedes i segurament en la seva propaganda, el suport diví a la seva causa, al costat d'Ermenegild van combatre gots catòlics (i molts hispano-romans catòlics), mentre que al costat de Leovigild lluitarien gots arrians. El mite del màrtir catòlic comença a prop de l'any 700 quan Valeri del Bierzo le inclogué en una llista de màrtirs (encara que abans ja havia rebut aquesta qualificació el 594 del Papa Sant Gregori Magne).